# Leul Lippy și Hardy Har Har
Leul Lippy și Hardy Har Har (engleză Lippy The Lion and Hardy Har Har) este o serie de desene animate produsă de Hanna-Barbera Productions începând din 1962. Această serie a fost inițial distribuită și difuzată în sindicare de mai multe stații de televiziune împreună cu încă două serii animate, acestea fiind Aligatorul Wally (Wally Gator) și Țestosul Touché și Dum Dum (Touché Turtle and Dum Dum), toate aceste serii fiind cunoscute sub numele de promovare în afara ecranului The Hanna-Barbera New Cartoon Series. Primul episod s-a difuzat pe data de 3 septembrie 1962.
În România, aceste desene s-au difuzat pe canalul Boomerang, însă disponibile doar în engleză.

## Premis
Leul Lippy și Hardy Har Har sunt o pereche de personaje antropomorfice, un leu într-un joben ferfenițos și vestă și o hienă într-o pălărie porkpie și papion. Numele celui de-al doilea este ironic, deoarece sugerează răsete asociate unei hiene, iar Hardy este un pesimist eternal.
Episoadele serialului se învârt asupra încercările mereu pline de spernață ale lui Lippy să se îmbogățească rapid, cu Hardy cel șovăitor fiind lobul lui. Oricare ar fi consecințele schemelor lui Lippy, Hardy este mereu cel ce o pățește mai tare - lucru ceea ce el pare a realiza mereu din timp, cu suspinele sale "Oh me, oh my, oh dear" (traducere: "O vai mie, o vai, o doamne"). Chiar dacă genericul de început îi arată pe cei doi într-o junglă, cele mai multe întâmplări ale desenului se petrec într-un cadru urban.
Mai târziu, după terminarea serialului, duoul a fost în mod nefrecvent inclus în cadrul personajelor din serialele de ansamblu Hanna-Barbera (cum ar fi Gașca lui Yogi). Ei nu mai apelau mereu la schemele lui Lippy de îmbogățire, dar personalitățile lor au rămas aceleași: Lippy rămâne cel optimist și vesel iar Hardy cel pesimist și trist.

## Episoade

### Sezonul 1
1. "See-Saw"
2. "Water-Melon Felon"
3. "Scare to Spare"
4. "Gulp and Saucer"
5. "Map Happy"
6. "Smile the Wild"
7. "Charge of the Fright Brigade"
8. "Film Flam"
9. "Gun Fighter Lippy"
10. "Hick Hikers"
11. "A Thousand and One Frights"
12. "Double Trouble"
13. "Laugh a Loaf"
14. "Genie Is a Meany"
15. "Banks for Everything"
16. "Fiddle Faddled"
17. "Kidnap Trap"
18. "Witch Crafty"
19. "Gas Again"
20. "Horse and Waggin"

### Sezonul 2
1. "Baby Bottled"
2. "Hard Luck Hardy"
3. "Show Use"
4. "Injun Trouble"
5. "Mouse in the House"
6. "Crazy Cat Capers"
7. "Phoney Pony"
8. "Egg Experts"
9. "Rabbit Romeo"
10. "Bird in the Hand"
11. "Legion Heirs"
12. "Hoots and Saddles"
13. "Monster Mix-Up"
14. "Bye-Bye Fly-Guy"
15. "Wooden Nickels"
16. "Two for the Road"
17. "King's X"
18. "Amusement Park Lark"
19. "T for Two"
20. "Tiny Troubles"
21. "Flood for a Thought"
22. "Hocus Focus"
23. "Shamrocked"
24. "Ole Fuddy Duds"
25. "Chow You Feelings"
26. "Easy Doesn't It"
27. "Drop Me a Lion"
28. "Map Sap"
29. "Shark Shock"
30. "No Spooking Allowed"
31. "Me-My-Mine"
32. "Together Mess"

## Legături externe
- Leul Lippy și Hardy Har Har la Internet Movie Database